# Brachypodium
Brachypodium P.Beauv. é um género botânico pertencente à família Poaceae, subfamília Pooideae, tribo Brachypodieae.
O gênero é constituido por aproximadamente 135 espécies. As espécies ocorrem na Europa, África, Ásia, Australásia, América do Norte e América do Sul.

## Sinônimo
- Brevipodium A.Love & D.Love

## Principais espécies
- Brachypodium abbreviatum  Dum.
- Brachypodium albanicum  Acht. & Kitan.
- Brachypodium  andinum  Hack.ex Sodiro
- Brachypodium annuum  Sennen
- Brachypodium arbuscula  Gay ex H.Knoche
- Brachypodium biflorum  Kunth
- Brachypodium bolusii Stapf
- Brachypodium chinense S.L.Moore
- Brachypodium columbianum Pilg.
- Brachypodium constrictum Hook.f.
- Brachypodium contractum Presl]
- Brachypodium distachyon (L.) Beauv.
- Brachypodium longisetum Hitchc.
- Brachypodium japonicum Miq.
- Brachypodium mexicanum Link
- Brachypodium phoenicoides (L.) Roemer et Schultes
- Brachypodium pinnatum (L.) Beauv.
- Brachypodium pringlei Scribn.
- Brachypodium pubifolium Hitchc.
- Brachypodium retusum (Pers.) Beauv.
- Brachypodium rupestre (Host) Roem. et Schult.
- Brachypodium sylvaticum (L.) (Hudson) Beauv.
- «PPP-Index Lista completa»